# 1820-talet

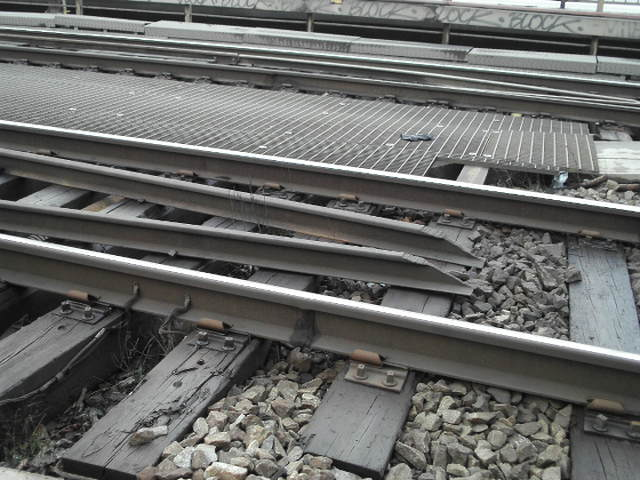
Järnvägar för persontrafik började öppnas.

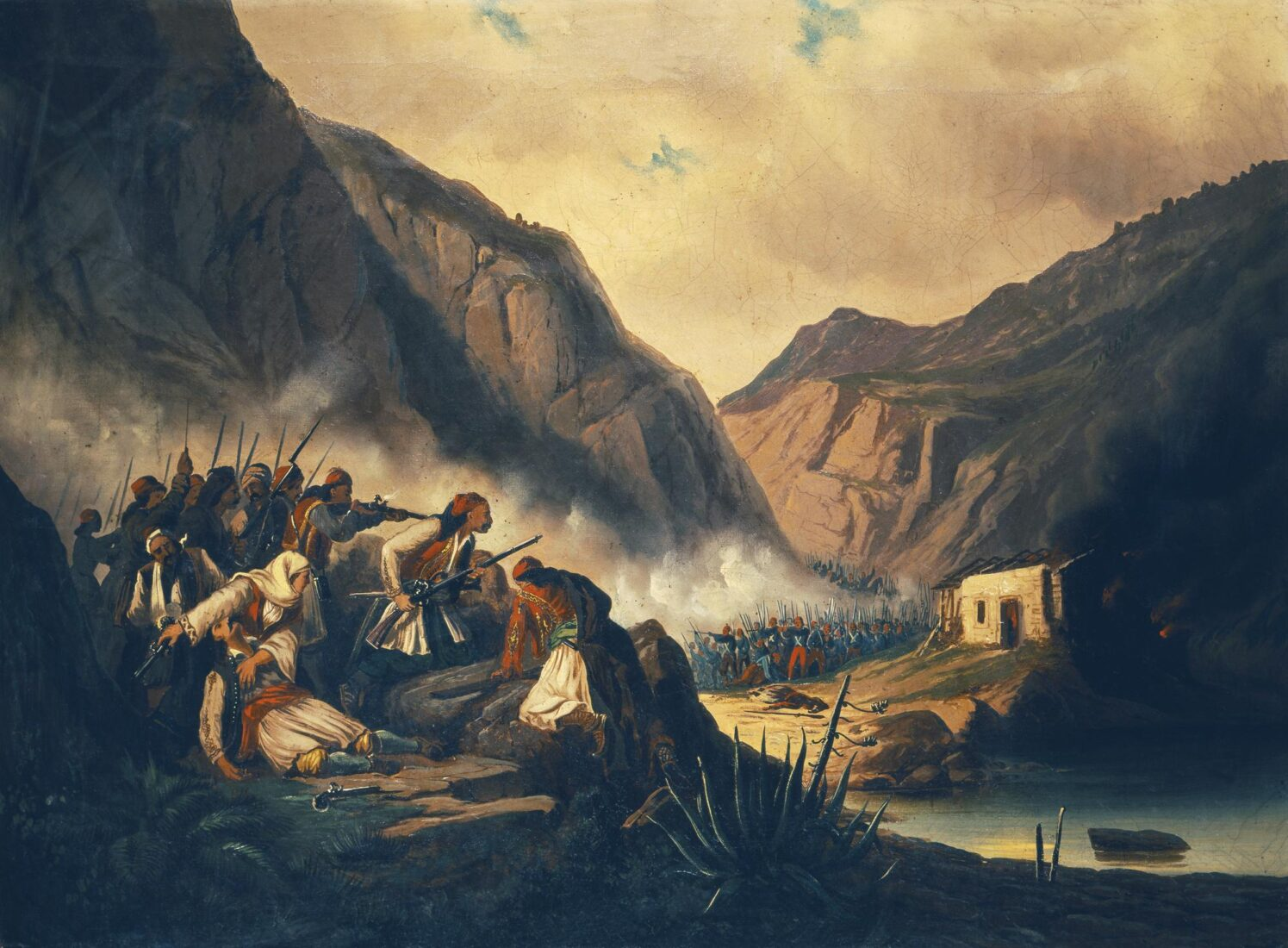
Grekiska frihetskriget.

## Händelser
- 1821-1829 - Grekiska frihetskriget utkämpas.
- 1821 Storcolombias konstitution antas.
- 1825 Den första järnvägslinjen för persontrafik öppnas mellan Stockton och Darlington.
- 1825 en "mellanrikslag" för tullättnader mellan Norge och Sverige antas
- 1827 - Laga skifte införs i Sverige.
- 1829 - Esaias Tegnér lagerkransar i Lunds domkyrkas kor den danske poeten Adam Oehlenschläger, en händelse som ses som inledningen på skandinavismen.

## Födda
- 3 maj 1826 – Karl XV, kung av Sverige och Kung av Norge.
- 21 januari 1829 – Oscar II, kung av Sverige och kung av Norge.

## Avlidna
- 1821 - Napoleon I Bonaparte, fransk kejsare.